# Amédée Gordini
Amedeo „Amédée” Gordini (ur. 23 czerwca 1899 roku w Bazzano, zm. 25 maja 1979 roku w Paryżu) – francuski kierowca wyścigowy i projektant samochodów wyścigowych włoskiego pochodzenia.

## Życiorys

### Kariera kierowcy wyścigowego
W swojej karierze wyścigowej de Gordini poświęcił się startom w wyścigach Grand Prix oraz w wyścigach samochodów sportowych. W latach 1935, 1937-1939 Francuz pojawiał się w stawce 24-godzinnego wyścigu Le Mans. W pierwszym sezonie startów uplasował się na dwunastej pozycji w klasie 1.1, a w klasyfikacji generalnej był 32. W kolejnych dwóch sezonach był szósty w klasie 1.1. W 1939 roku odniósł zwycięstwo w klasie 1.1, a w klasyfikacji generalnej uplasował się na dziesiątym miejscu.

### Kariera projektanta samochodów
Już w wieku kilkunastu lat Godini pracował jako mechanik w Maserati. W latach 30., kiedy startował w samochodzie Fiata w wyścigach samochodowych, zyskał uznanie wśród kierownictwa koncernu. Dzięki temu Gordini został mianowany szefem działu wyścigowego Simca. Udało mu się tam znacznie ograniczyć wydatki przy produkcji silników. Silniki Simca-Gordini były stosowane w Formule 1 w latach 1950-1951. W 1952 roku Amédée założył własne przedsiębiorstwo pod nazwą Gordini produkujące samochody wyścigowe. W 1957 roku nawiązano współpracę z Renault. Jednak na pierwsze zwycięstwo silnika Renault-Gordini w Formule 1 trzeba było czekać do 1979, co nastąpiło już po śmierci Gordini.